# Passeport péruvien
Le passeport péruvien est un document délivré aux citoyens de la République du Pérou désirant émigrer ou quitter le territoire péruvien. Son octroi est contrôlé par la Direction générale des migrations et naturalisation.

## Usage sans visa
Les pays suivants acceptent les passeports péruviens sans demande de visa.

### Amérique
- Argentine
- Bahamas
- Barbade Sans visa. Convention sur la suppression des visas des passeports conventionnels de 1972 Ministerio de Relaciones Exteriores del Perú - Portal Institucional.
- Bermudes Sans visa. Séjour de six mois.
- Bolivie
- Brésil Sans visa. Demande de vaccination.
- Îles Caïmans Sans visa. Séjour d'un mois.
- Chili Sans visa. Convention sur la suppression des visas des passeports conventionnels de 1972.
- Colombie Sans visa. Convention sur la suppression des visas des passeports conventionnels de 1972,
- République dominicaine Sans visa. Séjour de trois mois.
- Équateur
- Jamaïque Sans visa. Séjour d'un mois.
- Panama Sans visa. Séjour d'un mois.
- Paraguay
- Antigua-et-Barbuda Sans visa. Séjour de trois mois.
- Nicaragua Sans visa. Séjour de trois mois.
- Dominique Sans visa. Convention sur la suppression des visas des passeports conventionnels de 1972.
- Trinité-et-Tobago
- Uruguay
- Venezuela

### Afrique
- Botswana Visa de séjour de 90 jours délivré à l'arrivée. Gratuit.
- Égypte Visa de séjour de 14 jours délivré à l'arrivée
- Malawi Visa de séjour de 7 jours délivré à l'arrivée
- Maroc Sans visa. Séjour de trois mois.
- Mayotte Sans visa. Séjour d'un mois.
- Mozambique Visa de séjour de 7 jours délivré à l'arrivée
- Afrique du Sud Sans visa. Séjour de 30 jours.
- Seychelles Sans visa. Séjour de 30 jours.
- Tanzanie Visa de séjour de 14 jours délivré à l'arrivée. Cinquante dollars américains à payer.
- Togo Sans visa. Séjour de trois mois.
- Ouganda Sans visa. Séjour de six mois.

### Asie - Moyen-Orient
- Syrie Visa délivré à l'áeroport. Trente-six dollars à verser.
- Russie Sans visa. Séjour de 90 jours.
- Jordanie Sans visa.
- Brunei Sans visa. Convention sur la suppression des visas des passeports conventionnels de 1972.
- Cambodge Visa de séjour de 30 jours délivré à l'arrivée. Vingt dollars américains à payer.
- Corée du Sud Sans visa. Convention sur la suppression des visas des passeports conventionnels de 1972.Ministerio de Relaciones Exteriores del Perú - Portal Institucional
- Émirats arabes unis Sans visa. Demande d'une autorisation d'entrée effectuée par l'hôtel ou ligne aérienne de transport.
- Hong Kong
- Indonésie Sans visa. Séjour de 30 jours.
- Irak Visa de séjour délivré à l'arrivée. Gratuit.
- Israël Sans visa depuis le 4 juillet 2009.
- Philippines Sans visa. Séjour de 21 jours.
- Liban Visa de séjour d'un mois délivré à l'arrivée.
- Singapour
- Macao Visa de séjour de 30 jours délivré à l'arrivée.
- Malaisie Sans visa. Convention sur la suppression des visas des passeports conventionnels de 1972. Demande de vaccination contre la fièvre jaune.
- Oman Visa de séjour d'un mois délivré à l'arrivée. Vingt dollars américains à payer.
- Thaïlande Convention sur la suppression des visas des passeports conventionnels de 1972.
- Yémen Visa de séjour délivré à l'arrivée.

### Europe
- Union européenne
- Géorgie Visa délivré à l'arrivée.
- Macédoine du Nord
- Monténégro
- Turquie Sans visa à partir de 11 juin 2013 . Séjour de 90 jours[1].

### Océanie
- Fidji
- Kiribati
- États fédérés de Micronésie
- Îles Marshall
- Palaos
- Samoa
- Îles Salomon
- Tonga
- Vanuatu
- Îles Salomon
- Tonga
- Vanuatu